# 锡尔克斯拉德
锡尔克斯拉德（德語：Sierksrade）是德国石勒苏益格－荷尔斯泰因州的一个市镇。总面积4.00平方公里，总人口340人，其中男性173人，女性167人（2011年12月31日），人口密度85人/平方公里。